# Valeria Strada
Valeria Strada (Forlì, 15 novembre 1970) è una copilota di rally italiana.

## Carriera
Gareggiando in coppia con il pilota Massimo Liverani si è laureata vicecampionessa del mondo copiloti nella Coppa FIA Energie Alternative nel 2011 (su Fiat Croma) e nel 2014 (su Abarth 500), mentre ha concluso al terzo posto della classifica iridata le edizioni 2012, 2013 e 2015. Nel 2011, 2013, 2014 e 2015 (in quest'occasione ex aequo con Guido Guerrini) ha inoltre vinto quattro edizioni del Campionato Italiano Energie Alternative.